# Physocyclus cornutus
Physocyclus cornutus är en spindelart som beskrevs av Banks 1898. Physocyclus cornutus ingår i släktet Physocyclus och familjen dallerspindlar. Inga underarter finns listade i Catalogue of Life.